# Young Woman and the Sea
Young Woman and the Sea es una película dramática y biográfica estadounidense estrenada en 2024, y dirigida por Joachim Rønning y escrita por Jeff Nathanson, basada en el libro de 2009 del mismo nombre de Glenn Stout. Producida por Walt Disney Pictures y Jerry Bruckheimer Films, la película está protagonizada por Daisy Ridley como Gertrude Ederle, una nadadora competitiva estadounidense que se convirtió en la primera mujer en cruzar a nado el Canal de la Mancha. También está protagonizada por Tilda Cobham-Hervey, Stephen Graham, Kim Bodnia, Christopher Eccleston y Glenn Fleshler en papeles secundarios.
El desarrollo de la película comenzó en 2015 después de que el productor Jerry Bruckheimer adquiriera los derechos cinematográficos del libro y se estableciera en Paramount Pictures, con Nathanson encargado de escribirlo y Lily James como Ederle. Paramount finalmente puso el proyecto en espera. En 2020, se anunció que fue adquirida por Walt Disney Pictures, con Ridley interpretando a Trudy y Rønning para dirigirla. La fotografía principal se llevó a cabo entre mayo y junio de 2022. Originalmente programada para estrenarse en el servicio de transmisión Disney+, Walt Disney Pictures optó por estrenar la película en cines después de proyecciones de prueba positivas.
Young Woman and the Sea fue estrenada en cines de forma limitada por Walt Disney Studios Motion Pictures el 31 de mayo de 2024.

## Sinopsis
Young Woman and the Sea cuenta la historia de Gertrude Ederle, una campeona estadounidense de natación, que ganó por primera vez una medalla de oro en los Juegos Olímpicos de 1924. En 1926, Ederle se convirtió en la primera mujer en nadar 21 millas a través del Canal de la Mancha.

## Reparto
- Daisy Ridley como Gertrude "Trudy" Ederle[3]
- Christopher Eccleston como Jabez Wolffe[4]
- Stephen Graham como Bill Burgess[5]
- Tilda Cobham-Hervey como Margaret "Meg" Ederle[5]
- Kim Bodnia como Henry Ederle
- Jeanette Hain como Gertrude Anna Ederle[6]
- Glenn Fleshler como James Sullivan
- Sian Clifford como Charlotte

## Producción

### Desarrollo
En noviembre de 2015, se anunció que Jerry Bruckheimer había adquirido los derechos del libro de no ficción de 2009 Young Woman and the Sea: How Trudy Ederle Conquered the English Channel and Inspired the World de Glenn Stout para Paramount Pictures, contratando a Jeff Nathanson para escribir el guion de la película, y Lily James elegida para interpretar a Gertrude Ederle. En diciembre de 2020, se informó que la película estaba en desarrollo en Walt Disney Pictures, y la compañía estaba considerando un lanzamiento en Disney+, luego de que Paramount la pusiera en espera. La producción fue supervisada por Jerry Bruckheimer a través de Jerry Bruckheimer Films y Chad Oman para Disney.

### Casting
Lily James fue elegida originalmente para el papel principal de Gertrude Ederle, hasta que la película quedó en un infierno de desarrollo. Con el anuncio de la película en diciembre de 2020, Daisy Ridley fue elegida para el papel principal. En marzo de 2022, Tilda Cobham-Hervey se unió al elenco de la película interpretando a Margaret Ederle, junto con Stephen Graham en un papel no revelado. En mayo de 2022, Christopher Eccleston se unió al elenco en un papel no revelado.

### Rodaje
La fotografía principal comenzó a principios de mayo de 2022 y finalizó el 18 de junio de 2022.

## Estreno
Young Woman and the Sea estaba programada para estrenarse en Disney+. En enero de 2024, tras las proyecciones de prueba positivas y el éxito de taquilla del drama deportivo de Amazon MGM Studios The Boys in the Boat (2023), se consideró un estreno en cines como una posible forma de vincularse con los próximos Juegos Olímpicos de verano de 2024 en Francia, con una posible fecha de estreno del 31 de mayo de 2024. Al mes siguiente, se trasladó oficialmente a los cines para un estreno limitado.